# Mandane
Mandane (?-? f.Kr.) var prinsesse af Medien og dronning af Anshan.
Hun var datter af storkong Astyages af Mederriget og dennes lydiske dronning. Mandane blev giftet væk til den persiske vasalkonge af Pasargadæ-stammen ved Anshan, Kambyses I. Med denne fik hun sønnen Kyros II den Store, der i 553 f.Kr. gjorde oprør mod sin bedstefar og erobrede dennes rige. 
Mandane er det genealogiske led, der forbinder kongerne af achæmenide-dynastiet med den gamle mediske kongeslægt.

## Udvalgt litteratur
- Thomsen, Rudi: Det Persiske Verdensrige, Aarhus Universitetsforlag, 1995